# Roddy Bottum
Roddy Bottum (nascido Roswell Christopher Bottum III, Los Angeles, 1 de julho de 1963) é um músico americano, mais conhecido como tecladista da banda californiana de rock Faith No More.

## Biografia
Bottum estudou piano clássico desde muito jovem, até se mudar para São Francisco, com 18 anos. Em 1982 juntou-se a seus amigos de escola, Billy Gould e Mike Bordin, formando o Faith No More, grupo em que permaneceu até seu fim, em 1998. Após o álbum Angel Dust, lançado em 1992, no entanto, sua participação na banda foi drasticamente reduzida. Numa entrevista lançada em edição especial em vinil do álbum King for a Day... Fool for a Lifetime, Bottum explicou que suas contribuições diminuíram devido à morte de seu pai, naquele mesmo ano.
Entre 1994 e 1995 Bottum formou o grupo Imperial Teen, com a baterista Lynn Perko, outra veterana da cena musical da Bay Area. A banda ficou conhecida pelo single "Yoo Hoo", utilizado no filme Jawbreaker, de 1999.
Em 2009 Bottum retornou ao Faith No More para uma turnê de reunião. Em 2015 gravou junto com a banda um álbum inédito depois de 18 anos chamado Sol Invictus (álbum).
[carece de fontes?]